# النظاري (بعدان)

تعديل مصدري - تعديل

النظاري هي إحدى قرى عزلة الحرث بمديرية بعدان التابعة لمحافظة إب، بلغ تعداد سكانها 669 نسمة حسب تعداد اليمن لعام 2004.